# Krvavá neděle (1972)
Krvavá neděle byl masakr v Londonderry (neoficiálně Derry) v Severním Irsku, při němž bylo dne 30. ledna 1972 příslušníky 1. praporu britského výsadkového pluku (1st Battalion of the British Parachute Regiment) postřeleno 27 účastníků protestního pochodu pořádaného Severoirskou asociací pro občanská práva. Zásahu velel podplukovník Derek Wilford a odpovědnost za zásah nesl i druhý velící důstojník kapitán Mike Jackson. Třináct osob, z toho sedm nezletilých, zemřelo na místě, další oběť zemřela na následky zranění z daného dne po čtyřech a půl měsících, dva protestující byli zraněni vojenskými vozidly. Mnoho svědků včetně přihlížejících a novinářů uvedlo, že všichni postřelení byli beze zbraní, pět z nich bylo střeleno do zad.
Britská vláda v dané věci vedla dvě vyšetřování. První vyšetřovací komise byla sestavena krátce po události a vedl ji soudce John Passmore Widgery. Po prošetření věci vydala zprávu, v níž se postavila na stranu britských orgánů a zasahujících vojáků. Zpráva byla z mnoha stran kritizována, že záležitost „zametá pod koberec“.
Nové vyšetřování bylo započato v roce 1998 a vedl je soudce Mark Oliver Saville. O novém vyšetřování rozhodl premiér Tony Blair pod tlakem příbuzných obětí. Zveřejnění výsledků druhého vyšetřování se očekávalo v létě 2007, poté v roce 2009, načež bylo přesunuto na březen 2010.
Kampaň Prozatímní Irské republikánské armády (IRA) proti setrvání Severního Irska jako součásti Spojeného království sice začala již dva roky před Krvavou nedělí, ale masakr z 30. ledna 1972 posílil její váhu a znamenal i příliv nových členů. Krvavá neděle je jednou z nejvýznamnějších událostí v severoirském konfliktu, a to patrně i z důvodu, že zásah proti demonstrantům realizovala armáda, že mu byla věnována značná publicita a že se dostal do povědomí široké veřejnosti.

## Průběh událostí
Mnoho detailů z tohoto dne je rozporných, nesouhlasí ani uváděné počty účastníků pochodu. Podle organizátorů na místě bylo 30 000 protestujících, lord Widgery uvedl, že účastníků protestu bylo pouze 3000 až 5000. V Cestě ke Krvavé neděli místní praktický lékař Dr. Raymond McClean odhadl počet demonstrujících na 15 000, stejný počet jako uváděla i Bernadette Devlin McAliskey v britském parlamentu.
Původní trasa pochodu měla vést k radnici, ale kvůli armádním barikádám byla změněna směrem k Free Derry Corner. Malá skupinka teenagerů se od hlavní části pochodu oddělila a postupovala k radnici. Následně mladíci armádní barikádu také napadli kameny a na vojáky pokřikovali urážky. Bylo proti nim nasazeno vodní dělo, slzný plyn a vedena střelba gumovými projektily. Takový střet nevybočoval z průběhu obdobných incidentů mezi vojáky a mladými protestujícími, podle přihlížejících svědků nebylo napadání vojáků nijak zvlášť intenzivní. Na William Street byli postřeleni dva lidé.
Někdy v té době měly do armádního centra velení dorazit zprávy o tom, že v oblasti působí odstřelovač IRA. Byl vydán rozkaz k ostré střelbě a na Chamberlain Street byl zastřelen mladík, který v davu utíkal od postupujících vojenských oddílů. Touto první obětí byl John Duddy, byl střelen do zad, když probíhal kolem kněze Edwarda Dalyho. Útoky na britské vojáky sílily a časem byl vydán rozkaz k mobilizaci oddílů, aby provedly zatýkání. Došlo k pronásledování zadní části hlavní pochodující skupiny na okraji oblasti Free Derry Corner.
Navzdory rozkazu k zastavení palby vojáci pod velením majora Teda Lodena do prchajícího davu vypálili přes stovku dávek. Bylo zabito dalších dvanáct lidí, mnoho z nich když se pokoušeli pomoci těm, kteří upadli na zem. Dalších čtrnáct osob bylo zraněno, z toho dvanáct v důsledku střelby a dva lidé byli sraženi obrněnými transportéry.

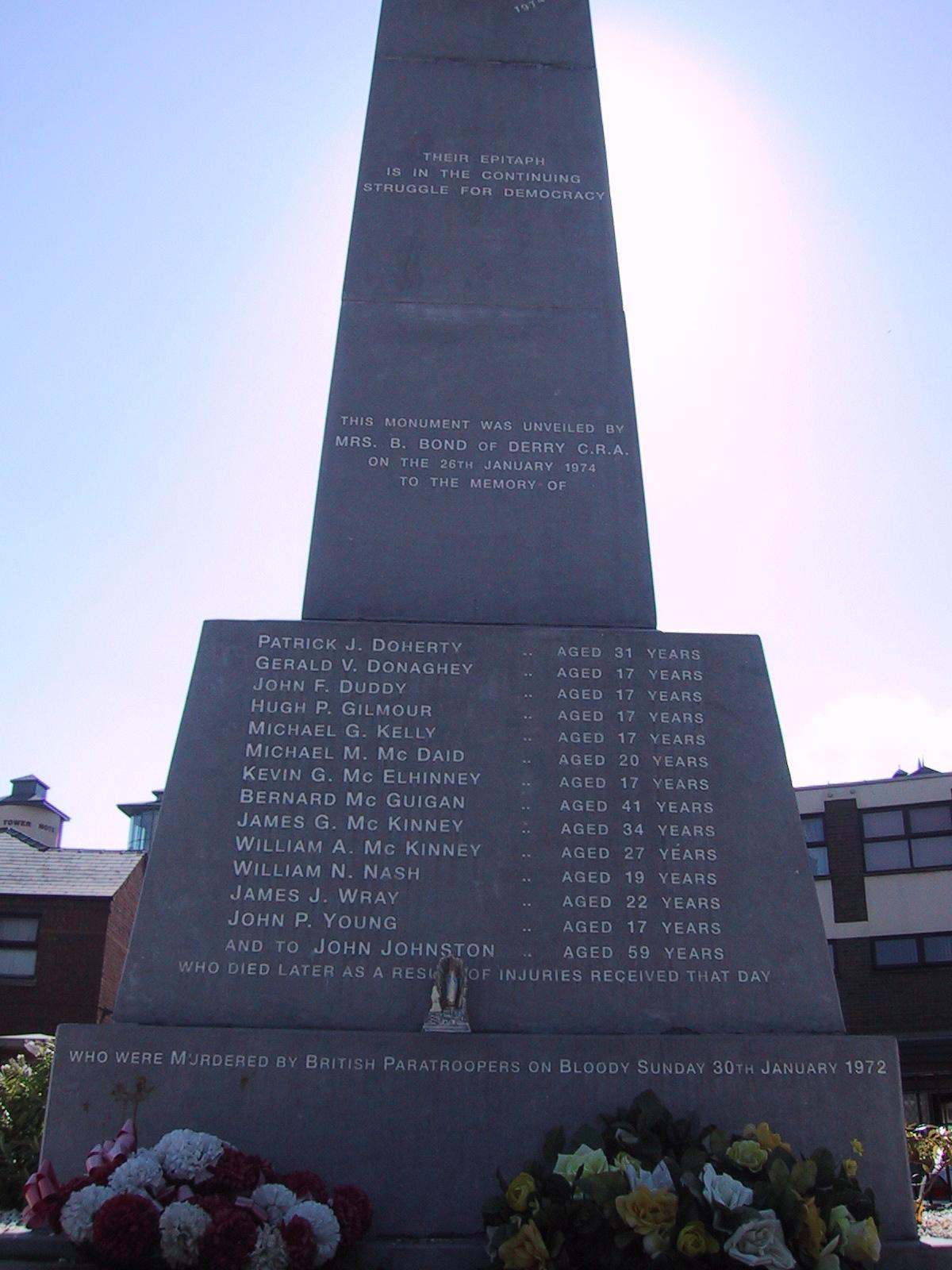
Památník obětem

### Mrtví
- John (Jackie) Duddy (17) – střelen do prsou na parkovišti u Rossvillských bytů, čtyři svědci prohlásili, že Duddy byl neozbrojený a utíkal pryč od výsadkářů, když ho zabili, tři ze svědků viděli vojáka, který si na Duddyho úmyslně zamířil
- Patrick Joseph Doherty (31) – střelen zepředu, když se plazil do bezpečí na nádvoří Rossvilleských bytů, Doherty byl zachycen na sérii fotografií francouzského novináře Gillese Peressa, navzdory svědectví „vojáka F“, který tvrdil, že střílel na muže, který držel pistoli a střílel z ní, Widgery uznal, že podle fotografií byl Doherty neozbrojený, testy na zbytky střelného prachu na rukou byly negativní
- Bernard McGuigan (41) – střelen do zadní části hlavy, když šel pomoci Patricku Dohertovi, na vojáky mával bílým kapesníkem, aby dal najevo, že má mírumilovné záměry
- Hugh Pious Gilmore (17) – střelen do prsou, když běžel od výsadkářů na Rossville Street, Widgery uznal, že snímek vyfocený několik sekund po jeho zásahu potvrdil svědecké výpovědi, že nebyl ozbrojený, testy na zbytky střelného prachu také u něho byly negativní
- Kevin McElhinney (17) – střelen zezadu během plazení do bezpečí vstupu Rossvillských bytů, dva svědci prohlásili, že také tento mladík byl neozbrojený
- Michael G. Kelly (17) – střelen do břicha, když stál těsně vedle štěrkové barikády před Rossvillskými byty, Widgery uznal, že Kelly byl neozbrojený
- John Pius Young (17) – střelen do hlavy během stání na štěrkové barikádě, dva svědci tvrdili, že byl neozbrojený
- William Noel Nash (19) – střelen do prsou blízko barikády, podle svědků byl neozbrojený a byl zastřelen ve chvíli, kdy chtěl jinému poskytnout pomoc, podle Widgeryho byl Nash pravděpodobně zastřelen civilistou, který střílel na vojáky
- Michael M. McDaid (20) – střelen do tváře na barikádě, když odcházel od výsadkářů, podle balistické dráhy střely byl zastřelen vojákem z Derryských hradeb
- James Joseph Wray (22) – nejprve zraněn a následně zastřelen z menší vzdálenosti, když ležel na zemi, podle svědků, kteří nebyli před Widgeryho komisi předvoláni, Wray před druhým výstřelem křičel, že nemůže pohnout nohama
- Gerald Donaghy (17) – střelen do břicha, když utíkal do bezpečí mezi Glenfada Park a Abbey Park, Donaghyho přihlížející vzali do sousedícího domu, kde byl prohlédnut doktorem, za účelem jeho identifikace byly bezvýsledně prohledány jeho kapsy, na pozdější policejní fotografii Donaghyho mrtvoly je zachycena hřebíková bomba v jeho kapse, avšak při předchozí prohlídce jeho kapes nebyla žádná bomba nalezena, nic takového neviděl ani vojenský zdravotnický úředník (voják 138), který konstatoval Donaghyho smrt, Donaghy byl členem Fianna Éireann (hnutí mladých napojených na IRA), Paddy Ward při svědectví před Savillovou vyšetřovací komisí prohlásil, že několik hodin před Donaghyho smrtí mu dal dvě hřebíkové bomby
- Gerald (James) McKinney (34) – střelen bezprostředně po Geraldu Donaghym, svědci tvrdili, že McKinney běžel za Donaghym, a když viděl Donaghyho padnout, zastavil se, dal ruce vzhůru a křičel: „Prosím, nestřílejte!“, poté byl střelen do prsou
- William A. McKinney (27) – střelen zezadu, když se pokoušel pomoct Geraldu McKinneymu (nejsou příbuzní), opustil úkryt, aby pomohl staršímu muži
- John Johnston (59) – střelen na William Street 15 minut před začátkem střelby, Johnson zemřel na následky zranění o 4,5 měsíce později, jde o jedinou oběť, která nezemřela na místě

## Postoje a analýzy
Podle oficiálního stanoviska armády, zaštítěného následujícího dne v Dolní sněmovně ministerstvem vnitra, výsadkáři reagovali na ohrožení ze strany osob podezřívaných z členství v IRA, které byly ozbrojeny střelnými zbraněmi a hřebíkovými bombami. Nicméně všichni očití svědkové (účastníci pochodu, místní obyvatelé, britští a irští novináři, pouze s výjimkou vojáků) shodně tvrdili, že vojáci stříleli do neozbrojeného davu nebo se zaměřovali na osoby, které prchaly či pečovaly o zraněné, ačkoliv na vojáky nikdo nestřílel. Žádný britský voják neutrpěl střelné zranění, nebyly nalezeny žádné kulky nebo hřebíkové bomby, které by podpořily tvrzení vojáků.
V reakci na masakr rozzuřený dav vypálil britskou ambasádu v Dublinu. Britsko-irské vztahy se dostaly do jedné z nejhlubších krizí a irský ministr zahraničních věcí Patrick Hillery podnikl speciální cestu do New Yorku, kde u Organizace spojených národů požadoval angažmá organizace v severoirských „problémech“.
Ačkoliv se pochodu účastnila řada členů IRA (jak z oficiální, tak i z prozatímní frakce), bylo tvrzeno, že všichni byli neozbrojení, neboť určitý konflikt s výsadkáři byl očekáván. Poslanec Ivan Cooper předem slíbil, že poblíž pochodujících nebudou žádní ozbrojení členové IRA. Mnoho výsadkářů při vyšetřování vypovědělo, že je nadřízení upozorňovali na možné přestřelky a povzbuzovali je, aby „si získali nějaké zářezy“ (za zabití). Podle výpovědi kněze Edwarda Dalyho a dalších svědků jeden muž nazdařbůh střílel z revolveru směrem k výsadkářům. Později byl identifikován jako člen oficiální IRA a také byl vyfocen, jak vytahuje zbraň, avšak zjevně nebyl zaměřen ani viděn vojáky. Při vyšetřování soudce Savilleho byly uváděny i různé další informace o ozbrojených osobách angažovaných v incidentu.
Koroner pro město Derry/Londonderry Hubert O'Neill (major britské armády ve výslužbě) dne 21. srpna 1973 v souvislosti s ukončením vyšetřování příčin úmrtí obětí zveřejnil prohlášení. Uvedl:
| „ | Připadá mi to, jako by armádu toho dne chytil amok a začala střílet bez rozmýšlení, co to dělá. Stříleli na nevinné lidi. Tito lidé se možná účastnili zakázaného pochodu, ale to neospravedlňuje zasahující oddíly, aby bezhlavě vedly ostrou střelbu. Bez váhání bych řekl, že to byla čistá nefalšovaná vražda. | “ |

Dva dny po Krvavé neděli parlament přijal rezoluci o zavedení speciálního vyšetřování incidentu a následně premiér Edward Heath do čela vyšetřování povolal vrchního soudce lorda Widgeryho. Mnoho svědků cíleně řízení bojkotovalo, protože neměli důvěru ve Widgeryho nestrannost, ale nakonec se nechali přesvědčit a řízení se zúčastnili. Widgeryho narychlo vytvořená zpráva byla zpracována během deseti týdnů (10. dubna) a zveřejněna během jedenácti týdnů (19. dubna). Podporovala popis událostí podaný armádou. Mezi důkazy předloženými komisi byly výsledky parafínových testů, které se používají k odhalení zbytků olova po použití střelné zbraně, a fakt, že hřebíkové bomby byly nalezeny na těle jednoho zabitého. Testy oblečení jedenácti obětí na stopy po výbušninách byly negativní, u zbývající oběti testy nebyly provedeny, protože šaty byly vyprány. Mnoho Irů a svědků události zpochybňovalo závěry zprávy a považovalo ji za „zametení věci pod koberec“. V pozdější době bylo obecně uznáváno, že hřebíkové bomby vyfocené u Gerarda Donaghyho tam byly naaranžovány až po jeho smrti, že stopy po střelbě na některých tělech obětí pocházely od samotných vojáků, kteří s těly manipulovali, nebo že přítomnost olova na rukou Jamese Nashe lze jednoduše vysvětlit tím, že při svém povolání používal pájku na bázi olova. A také v roce 1992 premiér John Major v dopise severoirskému politikovi Johnu Humovi uvedl:
| „ | Vláda v roce 1974 objasnila, že na zabité z 'Krvavé neděle' je třeba pohlížet jako na zbavené všech nařčení, že byli zastřeleni, když manipulovali se střelnými zbraněmi nebo výbušninami. Doufám, že rodiny zemřelých přijmou toto ujištění. | “ |

V lednu 1997 britská televize Channel 4 přinesla zprávu, která dovozovala, že příslušníci Královského pluku Anglů (Royal Anglian Regiment) také vedli střelbu na protestující a že by mohli být odpovědní za smrt tří ze čtrnácti obětí.

## Vliv na severoirské spory
Navzdory sporům se všechny zainteresované strany shodují, že Krvavá neděle způsobila negativní zvrat v osudu Severního Irska. Harold Wilson, předák opozice v Dolní sněmovně, zopakoval své přesvědčení, že jediným řešením problémů je sjednocení celého Irska. William Craig, severoirský ministr vnitra, navrhl, aby část města Derry na západním břehu byla postoupena Irské republice.
Když původně Britská armáda přijela do Severního Irska, byla vítána katolíky jako neutrální síla, která je ochrání před protestantskými bandami představovanými policejními silami Royal Ulster Constabulary a B-Specials. Po Krvavé neděli se katolíci od armády odvrátili a už nebyla vnímána jako ochránce, nýbrž jako nepřítel. Mladí nacionalisté byli více přitahováni extrémistickými republikánskými skupinami. V situaci, kdy oficiální IRA a oficiální Sinn Féin opustily hlavní proud irského nacionalismu a republikánství směrem k marxismu, Prozatímní IRA začala získávat podporu nespokojených radikalizujících se mladých lidí.
V následujících dvaceti letech Prozatímní IRA a další menší republikánské skupiny jako Irská národní osvobozenecká armáda zahájily ozbrojenou kampaň proti Britům, a to proti Královské ulsterské policii, britské armádě a jejímu Ulsterskému obrannému pluku (Ulster Defence Regiment), jakož i proti protestantům obecně a proti unionistickým představitelům. Mezi polovojenskými organizacemi nacionalistů/republikánů a unionistů/loajalistů (Ulster Defence Association, Ulster Volunteer Force) se rozhořela zahořklá a krutá válka, která si vyžádala tisíce obětí. Jako příklady zvěrstev teroristů lze uvést zavraždění tří členů katolické popové skupiny Miami Showband členy polovojenské organizace Ulster Volunteer Force, kteří zároveň oficiálně působili jako příslušníci Ulsterského obranného pluku a při své akci byli oblečeni v uniformách pluku, na druhé straně zase příslušníci Prozatímní IRA bombovým atentátem zabili veterány druhé světové války a jejich rodiny, kteří navštívili památník ve městě Enniskillen.
Oficiální ukončení násilí ze strany některých hlavních polovojenských skupin, ustavení orgánů výkonné moci na základě Dohody z Velkého pátku (1998) a nové prošetření událostí Savilleho vyšetřovací komisí dává naději k zahojení ran, které po Krvavé neděli zůstaly.

## Reakce umělců
Památce masakru bylo věnováno několik písní, např. „Sunday Bloody Sunday“ z roku 1983 hudební skupiny U2, „Bloody Sunday“ celtic metalové skupiny Cruachan či „Bloody Sunday“ punkové hudební skupiny Stiff Little Fingers. Na albu Johna Lennona Sometime In New York City se objevila píseň „Sunday Bloody Sunday“, která je inspirovaná událostí, a dále píseň „The Luck of the Irish“, která se zabývá irským konfliktem obecně. Lennon byl irského původu stejně jako Paul McCartney, který krátce po Krvavé neděli uveřejnil píseň s názvem „Give Ireland Back to the Irish“ vyjadřující názory na severoirský problém. Byla to jedna z mála McCartneyho písní, které byly zakázány BBC.
O událostech byly také v roce 2002 natočeny dva filmy: Bloody Sunday (r. Paul Greengrass) s Jamesem Nesbittem v hlavní roli a Sunday od Charlese McDougalla (scénář Jimmy McGovern). Jejich vylíčení událostí se blíží spíše názorům protestujících a svědectvím v hromadných sdělovacích prostředcích než k oficiálním vysvětlením britské armády.